# NGC 4325
NGC 4325 (również NGC 4368 lub PGC 40183) – galaktyka eliptyczna (E?), znajdująca się w gwiazdozbiorze Panny. Jest to najjaśniejsza galaktyka klastra.
Prawdopodobnie odkrył ją William Herschel 15 marca 1784 roku, pozycja podana przez niego różni się jednak od rzeczywistej pozycji galaktyki o około 1,5 minuty w rektascensji i deklinacji, dlatego nie ma pewności, czy to ją obserwował tej nocy. Niezależnie galaktykę odkrył Heinrich Louis d’Arrest 15 kwietnia 1865 roku. John Dreyer skatalogował obserwację Herschela jako NGC 4368, a d’Arresta jako NGC 4325.